# Проклова Олена Ігорівна
Про́клова Оле́на І́горівна (нар. 2 вересня 1953) — радянська і російська акторка театру і кіно. Лауреат Премії Ленінського комсомолу (1977). Заслужена артистка РРФСР (1984).
Фігурант бази даних центру «Миротворець».

## Біографія
Народилась 2 вересня 1953 року в Москві в родині педагогів.
У дитячі роки займалась художньою та спортивною гімнастикою, отримала розряд майстра спорту СРСР.
У 10-річному віці дебютувала у кіно, знявшись у головній ролі у фільмі «Дзвонять, відкрийте двері» режисера О. Мітти. За цю роль визнана найкращою акторкою 1965 року.
Остаточне рішення стати акторкою прийняла після зйомок фільму «Гори, гори, моя зірко».
У 1973 році закінчила Школу-студію МХАТ. З 1973 року — акторка МХАТу.
Також веде низку передач на російському телебаченні.

## Головні театральні роботи
- «Синій птах» (М. Метерлінк);
- «Кремлівські куранти» (М. Погодін);
- «Ешелон» (М. Рощин);
- «Валентин і Валентина» (М. Рощин);
- «Перламутрова Зинаїда» (М. Рощин);
- «Вишневий сад» (А. Чехов);
- «Амадей» (П. Шеффер).

## Фільмографія
- 1965 — «Дзвонять, відкрийте двері» — Таня Нечаєва;
- 1966 — «Снігова королева» — Герда;
- 1967 — «Зустрічі» (Begegnungen, НДР) — дівчинка;
- 1968 — «Перехідний вік» — Оля Алексеєва, школярка;
- 1969 — «Гори, гори, моя зірко» — Христина, вихованка Іскремаса;
- 1975 — «Єдина…» — Тетяна Фешева, офіціантка ресторану;
- 1976 — «Ключ без права передачі» — Марина Максимівна, класний керівник 10-Б класу;
- 1976 — «Сентиментальний роман» — Зоя-велика;
- 1977 — «Як Іванко-дурник по диво ходив» — Настенька, дочка Марка Богатого;
- 1977 — «Міміно» — Лариса Іванівна Комарова, стюардеса;
- 1977 — «Сум'яття почуттів» — Надія;
- 1977 — «Собака на сіні» — Марсела;
- 1977 — «Власна думка» — Тетяна Йолкіна, робітниця заводу;
- 1978 — «Голубка» — Женя Голубєва;
- 1978 — «Шукай вітру...» — Наталя
- 1978 — «Капітанська дочка» (фільм-спектакль) — Маша Миронова;
- 1979 — «Вірою і правдою» — Клавдія;
- 1979 — «Інспектор Гулл» — Шейла Берлінґ;
- 1980 — «Які наші роки!» — Майя;
- 1982 — «Будьте моїм чоловіком» — Наталя Сергіївна Костікова;
- 1982 — «Ось знову вікно…» — Таня, дочка;
- 1982 — «Ми жили по сусідству» — Валя, подруга Тоні;
- 1982 — «Кілька крапель» (фільм-спектакль) — Муза;
- 1983 — «Будь щаслива, Юліє!» — Юлія;
- 1983 — «З життя начальника карного розшуку» — Наталя Петрівна Слепньова;
- 1983 — «Пізнє кохання» — Варвара Харитонівна Лебьодкіна;
- 1984 — «Перша кінна» — Варя;
- 1985 — «Прийдешньому віку» — Олена Назарова;
- 1987 — «Запам'ятайте мене такою» — Маша, донька Андрія і Ліди;
- 1987 — «Так переможемо!» (фільм-спектакль) — Володічева, секретар Леніна;
- 1989 — «Жінки, яким пощастило» — Зіна Скворцова;
- 1989 — «Ідеальний злочин» — Одрі Ламонт;
- 1992 — «А спати з чужою дружиною добре?» — Віра;
- 1998 — «Чехов і Ко» (т/ф) — Наталія Михайлівна;
- 1999 — «Досьє детектива Дубровського» (серіал) — Надія;
- 2001 — «Жовтий карлик» — Ліда, дружина Жаровського;
- 2006 — «Щастя за рецептом» — Людмила, мати Елли;
- 2010 — «А мама краща!» — Світлана, мати Лізи.

## Нагороди і почесні звання
- Найкраща акторка року в СРСР (1965)
- Майстер спорту СРСР
- Лауреат Всесоюзного кінофестивалю у номінації «Призи за акторську роботу» (1976)
- Лауреат премії Ленінського комсомолу (1977)
- Заслужена артистка РРФСР (1984)

## Санкції
6 січня 2023 року Олена Проклова додана до санкційного списку України.

## Фестивалі та премії[4]
- 1976 — Всесоюзний кінофестиваль: Друга премія за жіночу роль у фільмі «Єдина…» (1975)
- 1977 — МКФ в Панамі: За найкращу жіночу роль у фільмі «Єдина…» (1975)